# Нанкай-Мару № 2
Нанкай-Мару № 2 (Nankai Maru No. 2) — судно, яке під час Другої світової війни взяло участь в операціях японських збройних сил в архіпелазі Бісмарка та у Мікронезії.

## Передвоєнна історія
«Нанкай-Мару № 2» спорудили в 1940 році на верфі Osaka Zosensho в Осаці на замовлення компанії Todai Kisen.
6 грудня 1941 року судно реквізували для потреб Імперського флоту Японії. У певний момент воно отримало захисне озброєння з однієї 80-мм гармати, однієї 25-мм зенітної гармати Тип 96 та трьох зенітних кулеметів (два 13-мм Тип 93 та один 7,7-мм). Також на ньому встановили гідрофон і 2 глибинні бомби.

## Рейс до Рабаула
На початку лютого 1942 року «Нанкай-Мару № 2» прибуло до Рабаула — нещодавно захопленого містечка на сході острова Нова Британія (архіпелаг Бісмарка), де невдовзі створять головну передову базу в цьому регіоні, з якої провадитимуться операції на Соломонових островах та Новій Гвінеї. У цьому районі воно діяло ще кілька місяців, а в середині червня прибуло до японського порту Йокосука.

## Служба у липні 1942-го— вересні 1943-го
У другій половині липня 1942 року «Нанкай-Мару № 2» полишило Йокосуку, на початку серпня відвідало Сайпан (Маріанські острови), а 5 серпня прибуло на атол Трук (нині Чуук, центральна частина Каролінських островів), де ще до війни створили потужну базу японського ВМФ, з якої до лютого 1944 року провадились операції у цілій низці архіпелагів. Протягом наступних дев'яти місяців судно здійснювало рейси з Труку до різних островів Мікронезії, відвідавши Гуам (ще один острів Маріанського архіпелагу), Науру, Джалуїт (Маршалові острови), Сайпан.
Є відомості, що 26 квітня — 5 травня 1943 року судно перейшло з Труку до Токійської затоки в конвої № 4426.
24–29 травня 1943 року «Нанкай-Мару № 2» у складі конвою № 1242 пройшло до Рабаула, з якого повернулось влітку того ж року.
У першій половині серпня 1943 року судно «Нанкай-Мару № 2» здійснило рейс з Труку до Науру, а 2–12 вересня пройшло з Труку до Йокосуки у складі конвою № 4902.

## Новий похід до Мікронезії
Уже 21 вересня 1943 року судно спробувало повернутись на Трук разом із конвоєм № 3921, проте через технічні проблеми було вимушене повернутись до Японії, де до кінця жовтня виконало кілька рейсів між Токіо та Йокосукою.
1 листопада 1943 року «Нанкай-Мару № 2» знову вирушило з Йокосуки на Трук, цього разу у складі конвою № 3101. Він пройшов через Тітідзіму (острови Огасавара) і 13 листопада досягнув пункту призначення.
23 листопада 1943 року «Нанкай-Мару № 2» вирушило з Труку на атол Кваджалейн (Маршаллові острови) у складі конвою № 5223. Судно вело на буксирі баржу, проте 1 грудня вже неподалік від цілі вона була втрачена. Тієї ж доби конвой прибув на Кваджалейн.
21–23 грудня 1943 року «Нанкай-Мару № 2» під охороною переобладнаного тральщика та двох мисливців за підводними човнами здійснило перехід до атола Мілі, доправивши туди вантаж авіаційного пального та запасні частини для літаків. Поки судно здійснювало розвантаження атол став ціллю для потужного повітряного нальоту, під час якого «Нанкай-Мару № 2» затонуло.